# 榎宮祐
榎宮祐（日语：榎宮 祐，1984年11月10日—）為男性漫畫家、插畫家及輕小說作家，巴西出生，現居日本埼玉縣，本名為迪亞哥·古川·盧卡斯（Thiago Furukawa Lucas）。其插畫作品在日本有着「榎宮流」（榎宮塗り）的稱譽，但過去有描摹他人骨架的習慣。

## 人物
巴西出生的混血兒，擁有巴西、意大利、葡萄牙血統的日本裔巴西人。7歲前在美國度過，7歲時移住日本。由於国籍至今仍是巴西，上小學被視為外国人而受到歧視和欺負，中學（即國中）時拒絕上學，整天打遊戲，之前會在作者的話中說自己最近打了哪些遊戲，甚至寫出「交稿後我要打遊戲打個過癮」的話
高校（即高中）時代學會繪畫，開始同人活動。受看過他的同人誌的業內人士委託，在《MELTY BLOOD アンソロジー VOL3》裏發表彩色插圖及漫畫，高中在校時實現商業出道。筆名由來為取「神谷」（かみや）發音，拆成漢字「榎」（か）、「宮」（みや），「祐」則採自《Kanon》主角相澤祐一。
2011年5月，被確診罹患胃癌，遂休止電擊魔王上《異界幻想世紀∞》的連載。同年6月20日宣佈前往美國進行手術治療。7月回報手術成功，出院後回日本，並持續追蹤身體狀況防止復發。同年8月與自己的助手柊真白（柊ましろ）步入禮堂結為夫妻。
2014年8月7日，榎宮祐偕同其妻赴台參加簽名會。翌年5月7日，在Twitter報告升格當父親。
2015年7月24日，遊戲人生的小說第七集的作者的話中，公告已育有一子。

## 輕小說作品
- NO GAME NO LIFE 遊戲人生（連載中，MF文庫J/東立出版社）（天聞角川已終止代理）
- 時鐘機關之星（連載中，講談社ラノベ文庫/東立出版社）（與暇奈椿合寫）

## 漫畫作品
- エアリセ - 全4卷
- ToHeart2 Anthology - FOX出版
- MELTY BLOOD ANTHOLOGY - (3) 宙出版
- 異界幻想世紀∞（グリードパケット∞，電撃魔王長期休刊，台灣角川書店代理）

## 插圖作品
- イレギュラーズ・パラダイス（上田志岐著，富士見Mystery文庫）
- 山姫アンチメモニクス（三上延著，電擊文庫）
- 天魔黑兔（いつか天魔の黒ウサギ，鏡貴也著，富士見Fantasia文庫/台灣國際角川書店）
  - （鏡貴也著，富士見Fantasia文庫）
- NO GAME NO LIFE 遊戲人生（自著，MF文库J/東立出版社）

## 争议
原作轻小说《NO GAME NO LIFE 遊戲人生》改编电视动画播出后，有網友发现自己創作的魔法陣圖案在未經授權之下被用在动画制作中，在揭发之后动画制作委员会致歉并表示会进行修正。之后，自2014年10月開始，亦有網友開闢包括Twitter在內的網站，不斷以榎宫祐夫婦在小說的插畫與其他漫畫作品作比較，藉此指控作品插畫有抄襲成分。

## 註腳
1. ↑  . 於Twitter. 2013-10-05  （日語）.
2. ↑  . THE INTERVIEWS. 2011-09-06  [2011-09-17]. （原始内容存档于2012-12-12） （日语）.
3. ↑  .   [2015-12-13]. （原始内容存档于2021-03-05）.
4. ↑  . BBC Brasil. （原始内容存档于2014-10-21） （葡萄牙语）.
5. 1 2  . YouTube上的KONBANWA SHIGA-português頻道. 2012-01-04. （原始内容存档于2021-03-05） （葡萄牙语）. 外部链接存在于|publisher= (帮助)
6. ↑  （页面存档备份，存于） [推薦]6/24《NO GAME NO LIFE 遊戲人生2》 一起征服世界吧！
7. ↑  . 【商業作品でトレパク】榎宮祐・柊ましろトレース・パクリ検証.   [2024-03-01]. （原始内容存档于2024-06-15） （日语）.
8. ↑  . . . 2006-11-20  [2010-06-17]. （原始内容存档于2021-03-05） （日语）.
9. ↑  . THE INTERVIEWS. 2011-09-06  [2011-09-17]. （原始内容存档于2012-12-12） （日语）.
10. ↑  榎宮祐. . MF文庫J. 2013年10月21日: 0. ISBN 978-4-8401-4958-7.
11. ↑  . THE INTERVIEWS. 2011-09-02  [2011-09-17]. （原始内容存档于2012-12-12） （日语）.
12. ↑  . THE INTERVIEWS. 2011-09-09  [2011-09-17]. （原始内容存档于2012-12-12）.
13. ↑  . . 2012-04-17  [2014-08-04]. （原始内容存档于2021-03-05） （日语）.
14. ↑  【漫博 14】東立《遊戲人生》榎宮祐簽名會 為了生活開始創作小說 （页面存档备份，存于）. GNN. 2014-08-07.
15. ↑  . 於Twitter. 2015-05-07  （日語）.
16. ↑  榎宮祐. . MF文庫J. 2015年7月24日: 0. ISBN 978-4-04-067494-0.
17. ↑  .   [2017年11月6日]. （原始内容存档于2016年12月9日） （日语）.
18. ↑  .   [2017年11月6日]. （原始内容存档于2019年2月17日） （日语）.

## 外部連結
- （日語）pixel phantom（页面存档备份，存于） - 榎宮祐官方網站
- （日語）榎宮祐的X（前Twitter）
- （日語）（榎宮祐專訪）
- （葡萄牙文）Brasileiro faz sucesso como desenhista de mangá no Japão（英國廣播公司BBC對榎宮祐的採訪）
- （葡萄牙文）Thiago Furukawa Lucas（榎宮 祐）的Facebook專頁